# SV Bockum-Hövel
Der SV Bockum-Hövel (offiziell: Spielverein Bockum-Hövel von 1920 e. V.) war ein Fußballverein aus dem Hammer Stadtteil Bockum-Hövel. Die erste Herrenmannschaft spielte sieben Jahre in der höchsten Amateurliga Westfalens.

## Geschichte
Der Verein wurde im Jahre 1920 gegründet und stand in enger Verbindung mit der Zeche Radbod. Ende der 1920er Jahre erreichte die Mannschaft die damals zweitklassige 1. Bezirksklasse Westfalen. Dort wurden die Bockum-Höveler im Jahre 1933 Meister, blieben aber aufgrund der Einführung der Gauliga Westfalen zweitklassig. Die Mannschaft spielte in der Gruppe Münster und musste im Jahre 1936 aus dieser absteigen. Nach Kriegsende startete der Verein in der Bezirksklasse, wo die Mannschaft in der Saison 1949/50 den Aufstieg nur um einen Punkt verpasste. Ein Jahr später gelang mit 66:6 Punkten der Aufstieg in die 2. Landesliga Westfalen. Dort wurden die Bockumer auf Anhieb Vizemeister hinter dem VfJ 08 Paderborn.
Am Saisonende wurde die dreigleisige 2. Landesliga aufgelöst und die Vereine in die nunmehr fünfgleisige Landesliga Westfalen, die gleichzeitig die höchste Amateurliga darstellte, überführt. In der Saison 1952/53 wurden die Bockumer Vizemeister der Gruppe 5 hinter dem Hombrucher FV 09. Drei Jahre später qualifizierte sich die Mannschaft für die neu geschaffene Verbandsliga Westfalen. Dort kämpften die Bockumer stets gegen den Abstieg. Sowohl in der Saison 1956/57 als auch in der Spielzeit 1958/59 wies die Mannschaft am Saisonende jeweils nur einen Punkt Vorsprung auf den ersten Abstiegsplatz auf. Der Abstieg folgte dann in der Saison 1959/60 als Tabellenletzter in die Landesliga. In der Saison 1960/61 wurde die Mannschaft erneut als Tabellenletzter in die Bezirksklasse durchgereicht. Erst zwei Jahre später schafften die Bockumer die Rückkehr in die Landesliga, nachdem sie im Entscheidungsspiel um die Meisterschaft gegen den punktgleichen SC Oelde 09 in der neutralen Ahlener Theresienkampfbahn mit 1:0 gewann.
Allerdings musste die Mannschaft nach der Saison 1963/64 prompt wieder absteigen. Der direkte Wiederaufstieg wurde im Jahre 1965 als Vizemeister hinter dem SSV Werne verpasst, ehe ein Jahr später der erneute Aufstieg in die Landesliga gelang. Sportlicher Höhepunkt des SV Bockum-Hövel war die Vizemeisterschaft der Landesligasaison 1969/70 hinter der SpVg Beckum. In der folgenden Relegation zur Verbandsliga scheiterte die Mannschaft bereits in der ersten Runde, als die Bockumer im neutralen Unna mit 1:2 gegen den TuS Eving-Lindenhorst verloren. Ein Jahr später fusionierte der SV Bockum-Hövel mit dem 1937 gegründeten Verein Arminia Bockum-Hövel zum SVA Bockum-Hövel.

## Persönlichkeiten

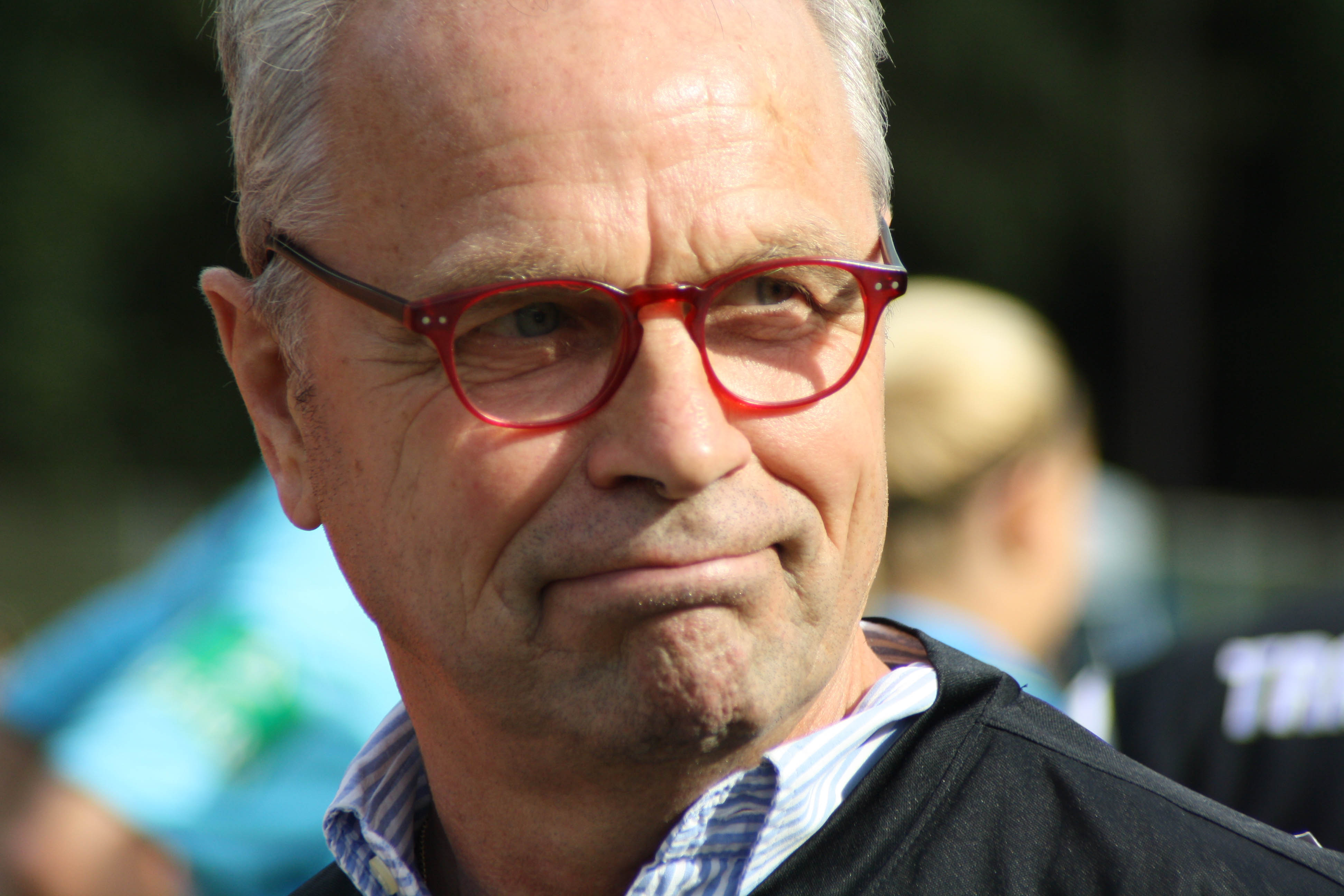
Bernard Dietz (2011)

Bekanntester ehemaliger Spieler des SV Bockum-Hövel ist Bernard Dietz. Er war Kapitän der deutschen Europameistermannschaft von 1980. Er absolvierte insgesamt 53 Länderspiele und lief davon 17 Mal als Mannschaftskapitän auf. Darüber hinaus spielte Dietz für den MSV Duisburg und den FC Schalke 04 in der Bundesliga und kam dort auf insgesamt 495 Einsätze. Mit den Duisburger „Zebras“ erreichte Dietz im Jahre 1975 das Endspiel um den DFB-Pokal und vier Jahre später das Halbfinale um den UEFA-Pokal.
Von 1963 bis 1968 trainierte Günter Luttrop die Mannschaft. Später trainierte Luttop den DSC Wanne-Eickel, SC Herford und Rot-Weiß Lüdenscheid in der 2. Bundesliga und die DJK Gütersloh und SVA Gütersloh in der zweitklassigen Regionalliga West. Hans Plawky wirkte ebenfalls als Trainer in Bockum-Hövel und spielte als Aktiver für den TSV 1860 München und die SpVgg Fürth in der seinerzeit erstklassigen Oberliga Süd bzw. für Preußen Münster in der Oberliga West. Harry Garstecki spielte nach seiner Zeit beim SV Bockum-Hövel für Phönix Lübeck in der seinerzeit erstklassigen Oberliga Nord sowie für Arminia Bielefeld in der zweitklassigen Regionalliga West. Manfred Gärtner spielte später für die DJK Gütersloh in der Regionalliga West.

## Nachfolgevereine

### SVA Bockum-Hövel
Der SVA Bockum-Hövel hielt sich bis zum Abstieg im Jahre 1975 in der Landesliga. Nach drei Vizemeisterschaften in Folge zwischen 1980 und 1982 hinter dem SC Arminia Hamm, dem Herringer SV und dem TuS Wiescherhöfen kehrte der SVA Bockum-Hövel erst im Jahre 1988 zurück. Drei Jahre später wurden die Bockum-Höveler Vizemeister hinter dem BSV Menden, ehe die Mannschaft 1994 nach einer 1:3-Niederlage im Entscheidungsspiel gegen Rot-Weiß Unna wieder in die Bezirksliga abstieg. Nach Gastspielen von 1997 bis 1999 und von 2004 bis 2007 kehrte der SVA Bockum-Hövel im Jahre 2008 erneut in die Landesliga zurück. Fünf Jahre später folgte der erneute Abstieg in die Bezirksliga. Für den SVA Bockum-Hövel spielten die ehemaligen polnischen Nationalspieler Andrzej Fischer und Zygfryd Szołtysik.

### SG Bockum-Hövel
Am 1. Juli 2013 fusionierte der SVA Bockum-Hövel wiederum mit Sportfreunden Bockum und Westfalia Bockum-Hövel zur SG Bockum-Hövel. Die Sportfreunde Bockum wurden im Jahre 1924 als DJK Sportfreunde Bockum gegründet und zehn Jahre später von den Nationalsozialisten verboten. Die Neugründung erfolgte im Jahre 1959, bevor sich der Verein zwei Jahre später vom DJK-Sportverband trennte, um am FLVW-Spielbetrieb teilnehmen zu können. Die Sportfreunde spielten von 1998 bis 2002 und von 2005 bis 2011 in der Bezirksliga. Größter Erfolg war Platz drei in der Saison 2007/08. Mit Tim Gorschlüter brachten die Sportfreunde einen späteren Profi hervor.
Der Verein Westfalia Bockum-Hövel wurde im Jahre 1926 als DJK Arminia Bockum-Hövel gegründet und ebenfalls 1934 von den Nationalsozialisten verboten. Im Jahre 1947 erfolgte die Neugründung als Westfalia Bockum-Hövel, da es inzwischen einen anderen Verein namens Arminia gab. Sportlich agierte die Westfalia durchgehend auf Kreisebene und spielte von 1969 bis 1973, von 1978 bis 1981, von 1984 bis 1990, von 1992 bis 1996, von 2000 bis 2008 und von 2009 bis 2013 in der 1. Kreisklasse bzw. Kreisliga A. Größter Erfolg war der dritte Platz in der Saison 1969/70.
Die SG Bockum-Hövel startete in der Saison 2013/14 in der Bezirksliga und stieg im Jahre 2018 in die Landesliga auf, musste aber nach nur einem Jahr wieder in die Bezirksliga absteigen. Im Jahre 2020 gelang der direkte Wiederaufstieg in die Landesliga, wo die Mannschaft zwei Jahre später Vizemeister hinter der IG Bönen wurde. In der folgenden Saison 2022/23 schafften die Bockumer dann den Aufstieg in die Westfalenliga, aus der die Mannschaft 2025 wieder abstieg.